# Омминське сільське поселення
О́мминське сільське поселення (рос. Омминское сельское поселение) — сільське поселення у складі Амурського району Хабаровського краю Росії.
Адміністративний центр та єдиний населений пункт — село Оммі.

## Населення
Населення сільського поселення становить 363 особи (2019; 413 у 2010, 472 у 2002).

## Історія
Хунгарійська сільська рада була утворена на початку 1930-их років у складі Нижньотамбовського району, з 22 листопада 1932 року — Комсомольського району. 21 червня 1934 року сільська рада передана до складу Нанайського району, 10 березня 1935 року повернута до складу Комсомольського району. 27 травня 1935 року сільська рада перейшла у підпорядкування міста Комсомольськ-на-Амурі. 18 січня 1949 року з частини сільської ради була утворена Хунгарійська селищна рада. 28 серпня 1958 року з частини сільської ради була утворена Амурська селищна рада. 19 листопада 1959 року сільська рада перейменована в Омминську. 14 січня 1965 року сільська рада увійшла до складу Амурського району.
1992 року сільська рада перетворена в сільську адміністрацію, 2004 року — в сільське поселення.